# Poa nemoralis
Poa nemoralis o poa de los bosques es una especie de gramínea  perteneciente a la familia de las poáceas.

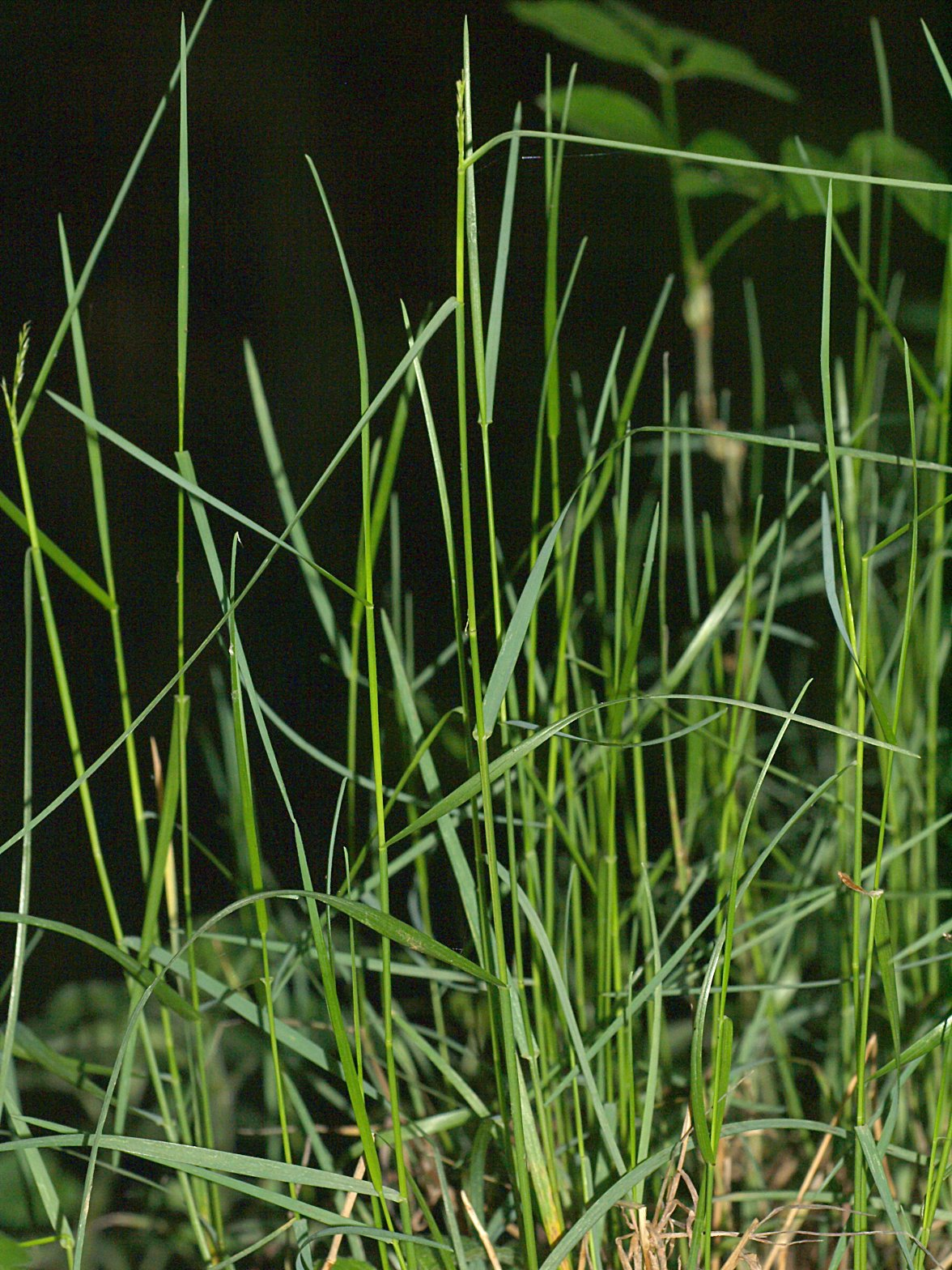
Vista de la planta

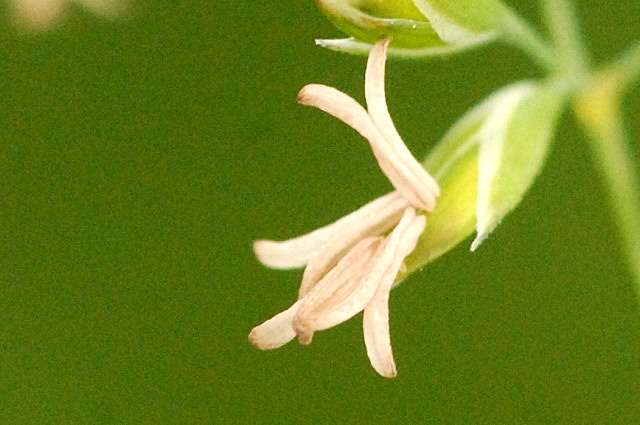
Flor

## Descripción
Tiene tallos que alcanzan un tamaño de hasta  80 cm, erectos, glabros, estriados, comprimidos en la parte superior. Hojas con lígula de menos de l,5 mm, truncada; limbo de hasta 10 cm de longitud y 1-4 mm de anchura, plano, con haz estriado, escábrido al menos en el margen. Panícula de 3-10 cm, oblongoidea, laxa, más o menos contraída, con (1-) 2-5 ramas por nudo. Espiguillas de 4-6 mm, ovadas o elípticas, con 4-7 flores. Glumas desiguales, con margen y nervios escábridos; la inferior de 2-2,5 mm, ovado-lanceolada u oblongo-lanceolada, uninervada; la superior de 2,22,6 mm, ovado-lanceolada u oblongo-lanceolada, trinervada. Lema de 2,4-2,7 mm, ovado-elíptica, con 5 nervios poco marcados. Pálea algo más corta que la lema. Anteras de 1-1,5 mm. 2n = 28, 38, 42, 43. Florece desde mediados de la primavera a mediados de verano.

## Distribución y hábitat
Se encuentra en los sotobosques umbríos. Se distribuye por Europa, Norte de África y Asia; introducida en otras partes del mundo. En la península ibérica se encuentra en Aracena.

## Taxonomía
Poa nemoralis fue descrita por Carlos Linneo y publicado en Species Plantarum 1: 69–70. 1753.
Etimología
Poa: nombre genérico derivado del griego poa = (hierba, sobre todo como forraje).
nemoralis: epíteto latino que significa "de los bosques".
Citología
Número de cromosomas de Poa nemoralis (Fam. Gramineae) y táxones infraespecíficos: n=7 2n=42
Sinonimia
- Lista de sinónimos de Poa nemoralis[7][8]